# جیووانی لاپنتی
 جیووانی لاپنتی (انگلیسی: Giovanni Lapentti؛ زاده ۲۵ ژانویهٔ ۱۹۸۳ ‏(۴۲ سال)) یک تنیس‌باز اهل اکوادور است.